# شهرهای سبک باروک وال دی نوتو
شهرهای سبک باروک وال دی نوتو در جنوب شرقی سیسیل یک سایت سریالی هستند که در سال ۲۰۰۲ توسط یونسکو در فهرست میراث جهانی گنجانده شده‌است که شامل هشت جامعه شهری است (کالتاجرونه، میلیتلو، کاتانیا، مودیکا، نوتو، پالاتسولو آکریده، راگوسا و شیکلیاست. این شهرها به سبک یکپارچه و قابل تشخیص اواخر باروک بازسازی شدند که هنوز هم مشخصه آنها می‌باشد.